# Polbo á feira
Polbo á feira (název v galicijštině doslova znamená „chobotnice na jarmarský způsob“), také známé jako polbo estilo feira a polbo á galega, je tradiční galicijské jídlo.

## Příprava jídla

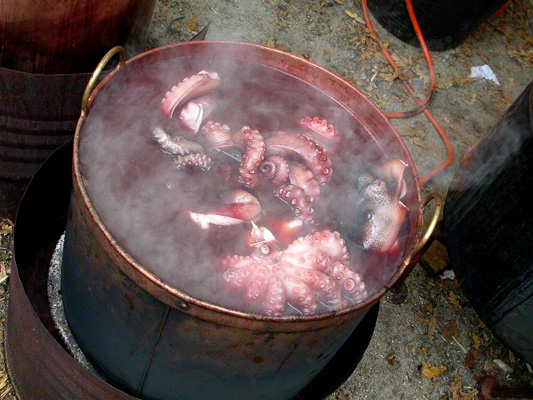
Příprava jídla

Při přípravě tohoto pokrmu se nejdříve v měděném hrnci vaří chobotnice. Před samotným vařením se chobotnice několikrát ponořuje do vody a vytahuje se z ní, přičemž je držena za hlavu. Toto se dělá proto, aby se jí stočily konce chapadel. K jídlu se upřednostňují chapadla, zatímco hlava se často vyhazuje. Chapadla mají obvykle velmi rády děti. Poté, co se chobotnice uvaří, se nůžkami nastříhá na kousky. Tyto kousky se posypou hrubou solí, okoření mletou paprikou (pemento picante) a pokapou olivovým olejem. Chobotnice se optimálně vaří do okamžiku, kdy už není „gumová“, ale ani příliš uvařená, podobně jako se vaří těstoviny al dente v italské kuchyni. Tohoto bodu se dosáhne přibližně po 20 minutách varu s tím, že se poté chobotnice nechá ještě dalších 20 minut mimo plamen v horké vodě.
Pokrm se tradičně servíruje na dřevěných talířích s vařenými bramborami nakrájenými na plátky (cachelos) a pečivem. Tradiční talíře na některých místech z hygienických důvodů mizí. Podle tradice by se chobotnice neměla podávat s vodou, proto se k tomuto jídlu obvykle servíruje mladé červené víno.

## Historické souvislosti

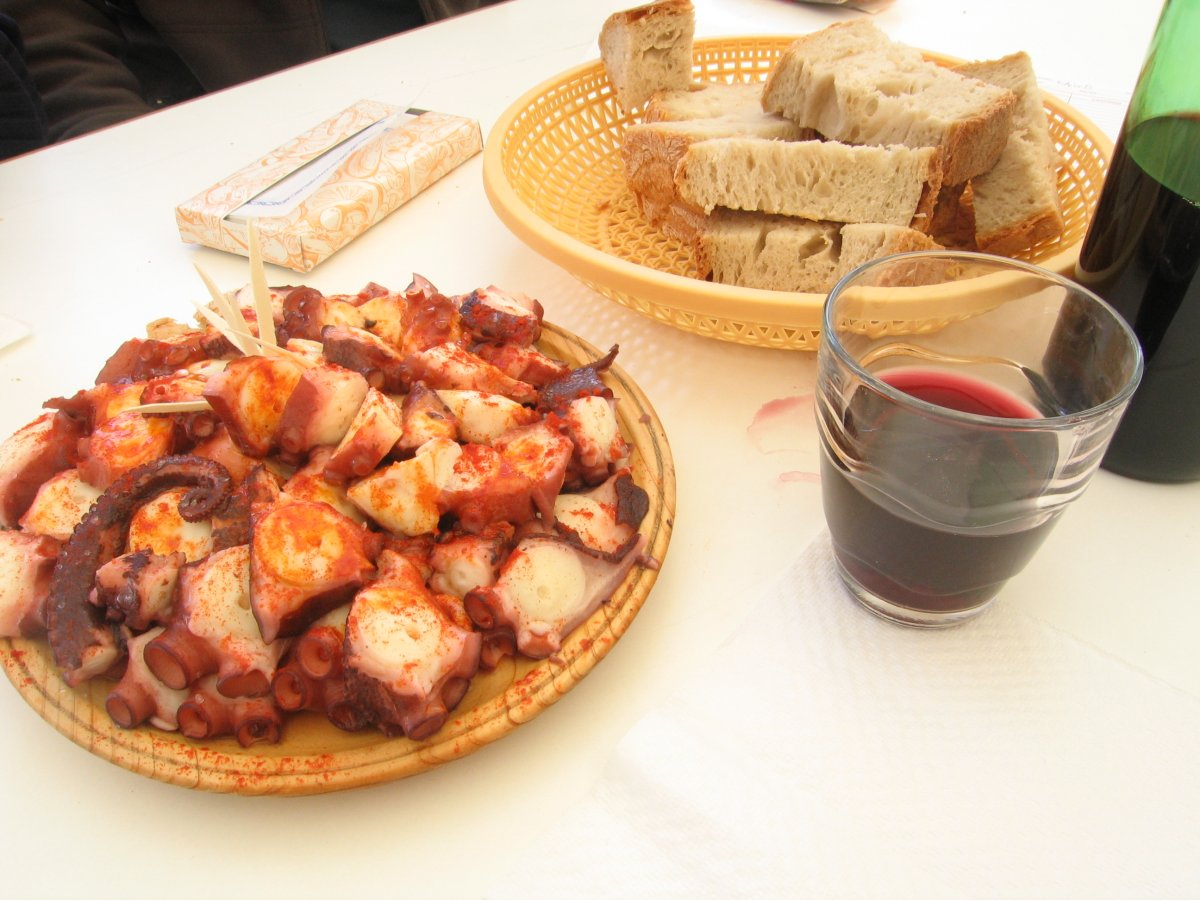
Polbo á feira s chlebem a vínem

V minulosti byla chobotnice paradoxně rozšířenější v galicijském vnitrozemí než na pobřeží.[zdroj⁠?!] V posledních desetiletích[kdy?] byla sušená chobotnice nahrazena mraženou chobotnicí. Čerstvá chobotnice se již často nepoužívá, jelikož je nutné ji před samotným vařením hodně silně naklepat, aby nebyla „gumová“. Tento krok se může po zmrazení chobotnice přeskočit. Na rozdíl od jiných mořských plodů se mražením chobotnice nemění její organoleptické vlastnosti.      
Provincie Ourense a Lugo jsou celkově známé dobrou přípravou chobotnice. Polbo á feira je typické jídlo na slavnosti patrona provincie Lugo (San Froilán). Někteří galicijští kuchaři se specializují na toto jídlo. Obvykle to bývají ženy, kterým se v galicijštině říká polbeiras. Jako polbeiras jsou v galicijštině označovány taky restaurace, které se specializují na chobotnice. Po úpadku venkovských jarmarků se tyto restaurace začaly objevovat po celé Galicii. Polbeiras bývají spíše taverny s nahrubo opracovaným nábytkem než pěkné restaurace.